# Liste der Ortschaften im Bezirk St. Pölten-Land
Die Liste der Ortschaften im Bezirk St. Pölten (Land) enthält die 45 Gemeinden und ihre zugehörigen Ortschaften im niederösterreichischen Bezirk St. Pölten.
Kursive Gemeindenamen sind keine Ortschaften, in Klammern der Status Markt bzw. Stadt. Die Angaben erfolgen im offiziellen Gemeinde- bzw. Ortschaftsnamen, wie von der Statistik Austria geführt.
- Altlengbach (Markt)
  - Audorf
  - Außerfurth
  - Gottleitsberg
  - Großenberg
  - Gschaid
  - Haagen
  - Hart
  - Hocheichberg
  - Höfer
  - Innerfurth
  - Kienberg
  - Kleinberg
  - Kogl
  - Leitsberg
  - Lengbachl
  - Linden
  - Maiß
  - Manzing
  - Nest
  - Öd
  - Ödengraben
  - Pamet
  - Schoderleh
  - Steinhäusl
  - Unterthurm

- Asperhofen (Markt)
  - Diesendorf
  - Dörfl
  - Dornberg
  - Erlaa
  - Geigelberg
  - Grabensee
  - Großgraben
  - Habersdorf
  - Hagenau
  - Haghöfen
  - Johannesberg
  - Kerschenberg
  - Kleingraben
  - Maierhöfen
  - Paisling
  - Siegersdorf
  - Starzing
  - Weinzierl
  - Wimmersdorf

- Böheimkirchen (Markt)
  - Außerkasten
  - Bauland
  - Blindorf
  - Diemannsberg
  - Dorfern
  - Dürnhag
  - Furth
  - Gemersdorf
  - Grub
  - Hinterberg
  - Hinterholz
  - Hub
  - Kollersberg
  - Lanzendorf
  - Maria Jeutendorf
  - Mauterheim
  - Mechters
  - Plosdorf
  - Reith
  - Röhrenbach
  - Schildberg
  - Siebenhirten
  - Untergrafendorf
  - Untertiefenbach
  - Weisching
  - Wiesen

- Brand-Laaben
  - Brand
  - Eck
  - Gern
  - Gföhl
  - Klamm
  - Laaben
  - Pyrath
  - Stollberg
  - Wöllersdorf

- Eichgraben (Markt)
  - Hinterleiten
  - Hutten
  - Ottenheim
  - Stein
  - Winkl

- Frankenfels (Markt)
- Gablitz (Markt)
- Gerersdorf
  - Distelburg
  - Eggsdorf
  - Friesing
  - Grillenhöfe
  - Hetzersdorf
  - Hofing
  - Loipersdorf
  - Salau
  - Stainingsdorf
  - Völlerndorf
  - Weitendorf

- Hafnerbach (Markt)
  - Doppel
  - Eichberg
  - Hengstberg
  - Hohenegg
  - Korning
  - Obergraben
  - Oed
  - Pfaffing
  - Pielachhaag
  - Rannersdorf
  - Sasendorf
  - Stein
  - Thal
  - Untergraben
  - Weghof
  - Weinzierl
  - Wimpassing an der Pielach
  - Windschnur
  - Würmling
  - Zendorf

- Haunoldstein
  - Eibelsau
  - Eidletzberg
  - Groß Sierning
  - Osterburg
  - Pielachhäuser
  - Pottschollach

- Herzogenburg (Stadt)
  - Adletzberg
  - Angern
  - Ederding
  - Einöd
  - Gutenbrunn
  - Heiligenkreuz
  - Oberhameten
  - Oberndorf in der Ebene
  - Oberwinden
  - Ossarn
  - Pottschall
  - St. Andrä an der Traisen
  - Unterhameten
  - Unterwinden
  - Wielandsthal
  - Wiesing

- Hofstetten-Grünau (Markt)
  - Aigelsbach
  - Grünau
  - Grünsbach
  - Hofstetten
  - Kammerhof
  - Mainburg
  - Plambach
  - Plambacheck

- Inzersdorf-Getzersdorf
  - Anzenberg
  - Getzersdorf
  - Inzersdorf ob der Traisen
  - Walpersdorf
  - Wetzmannsthal

- Kapelln (Markt)
  - Etzersdorf
  - Katzenberg
  - Mitterau
  - Mitterkilling
  - Oberkilling
  - Obermiesting
  - Panzing
  - Pönning
  - Rapoltendorf
  - Rassing
  - Thalheim
  - Unterau
  - Unterkilling
  - Untermiesting

- Karlstetten (Markt)
  - Dreihöf
  - Hausenbach
  - Heitzing
  - Lauterbach
  - Obermamau
  - Rosenthal
  - Schaubing
  - Untermamau
  - Weyersdorf
  - Wieshöf

- Kasten bei Böheimkirchen
  - Baumgarten bei Kasten
  - Berg
  - Braunsberg
  - Damberg
  - Dörfl bei Kasten
  - Fahrafeld
  - Gwörth
  - Hummelberg bei Kasten
  - Kirchsteig
  - Kronberg
  - Lanzendorf bei Kasten
  - Lielach
  - Mitterfeld
  - Stallbach
  - Steinabruck
  - Wallenreith

- Kirchberg an der Pielach (Markt)
  - Kirchberggegend
  - Schloßgegend
  - Schwerbachgegend
  - Soisgegend
  - Tradigistdorf
  - Tradigistgegend

- Kirchstetten (Markt)
  - Aschberg
  - Doppel
  - Fuchsberg
  - Gstockert
  - Hinterholz
  - Ober-Wolfsbach
  - Paltram
  - Pettenau
  - Senning
  - Sichelbach
  - Totzenbach
  - Waasen

- Loich
  - Dobersnigg
  - Hammerlmühlgegend
  - Loicheckgegend
  - Oedgegend
  - Rehgrabengegend
  - Schroffengegend
  - Schwarzengrabengegend
  - Siedlung

- Maria Anzbach (Markt)
  - Burgstall
  - Furth
  - Götzwiesen
  - Groß-Raßberg
  - Gschwendt
  - Hof
  - Hofstatt
  - Klein Weinberg
  - Knagg
  - Meierhöfen
  - Oed
  - Pameth
  - Unter Oberndorf
  - Winkl
  - Winten

- Markersdorf-Haindorf (Markt)
  - Haindorf
  - Knetzersdorf
  - Mannersdorf
  - Markersdorf an der Pielach
  - Mitterau
  - Mitterndorf
  - Nenndorf
  - Poppendorf
  - Winkel
  - Wultendorf

- Mauerbach (Markt)
  - Hainbuch
  - Steinbach

- Michelbach (Markt)
  - Finsteregg
  - Gstetten
  - Kleindurlas
  - Kropfsdorf
  - Mayerhöfen
  - Michelbach Dorf
  - Michelbach Markt
  - Untergoin

- Neidling (Markt)
  - Afing
  - Dietersberg
  - Enikelberg
  - Flinsbach
  - Gabersdorf
  - Goldegg
  - Griechenberg
  - Pultendorf
  - Watzelsdorf
  - Wernersdorf

- Neulengbach (Stadt)
  - Almersberg
  - Alt-Anzing
  - Berging
  - Emmersdorf
  - Inprugg
  - Langenberg
  - Ludmerfeld
  - Markersdorf
  - Matzelsdorf
  - Mosletzberg
  - Obereichen
  - Oberndorf
  - Ollersbach
  - Schönfeld
  - Schrabatz
  - Schwertfegen
  - St. Christophen
  - Tausendblum
  - Theißl
  - Umsee
  - Unterdambach
  - Unterwolfsbach
  - Weiding
  - Wolfersdorf

- Neustift-Innermanzing
  - Almerberg
  - Aschberg
  - Außermanzing
  - Barbaraholz
  - Eck
  - Gießhübl
  - Gumpersberg
  - Innermanzing
  - Mannersdorf
  - Neustift
  - Oberkühberg
  - Unterkühberg

- Nußdorf ob der Traisen (Markt)
  - Franzhausen
  - Fräuleinmühle
  - Neusiedl
  - Reichersdorf
  - Ried
  - Theyern

- Ober-Grafendorf (Markt)
  - Badendorf
  - Baumgarten
  - Ebersdorf
  - Fridau
  - Gasten
  - Gattmannsdorf
  - Gröben
  - Grub
  - Kotting
  - Kuning
  - Neustift
  - Reitzing
  - Rennersdorf
  - Ritzersdorf
  - Wantendorf
  - Willersdorf

- Obritzberg-Rust (Markt)
  - Angern
  - Diendorf
  - Doppel
  - Eitzendorf
  - Flinsdorf
  - Fugging
  - Greiling
  - Großhain
  - Großrust
  - Grünz
  - Heinigstetten
  - Hofstetten
  - Kleinhain
  - Kleinrust
  - Landhausen
  - Mittermerking
  - Neustift
  - Obermerking
  - Obritzberg
  - Pfaffing
  - Schweinern
  - Thallern
  - Untermerking
  - Winzing
  - Zagging

- Perschling
  - Grunddorf
  - Gunnersdorf
  - Haselbach
  - Langmannersdorf
  - Murstetten
  - Obermoos
  - Weißenkirchen an der Perschling
  - Wieselbruck
  - Winkling

- Pressbaum (Stadt)
  - Au am Kraking
  - Pfalzau
  - Rekawinkel

- Prinzersdorf (Markt)
  - Uttendorf

- Purkersdorf (Stadt)
- Pyhra
  - Adeldorf
  - Aigen
  - Atzling
  - Auern
  - Baumgarten
  - Blindorf
  - Brunn
  - Ebersreith
  - Egelsee
  - Fahra
  - Gattring-Raking
  - Getzersdorf
  - Heuberg
  - Hinterholz
  - Hummelberg bei Hinterholz
  - Kirchweg
  - Nützling
  - Oberburbach
  - Obergrub
  - Oberloitzenberg
  - Obertiefenbach
  - Perersdorf
  - Perschenegg
  - Pyhra
  - Reichenhag
  - Reichgrüben
  - Schauching
  - Schnabling
  - Steinbach
  - Unterburbach
  - Unterloitzenberg
  - Wald
  - Weinzettl
  - Wieden
  - Windhag
  - Zell
  - Zuleithen

- Rabenstein an der Pielach (Markt)
  - Deutschbach
  - Dorf-Au
  - Königsbach
  - Röhrenbach
  - Steinklamm
  - Tradigist
  - Warth

- St. Margarethen an der Sierning
  - Eigendorf
  - Feilendorf
  - Kainratsdorf
  - Kleinsierning
  - Linsberg
  - Oberhofen
  - Rammersdorf
  - Saudorf
  - Türnau
  - Unterradl
  - Wieden
  - Wilhersdorf

- Schwarzenbach an der Pielach

- Statzendorf
  - Absdorf
  - Kuffern
  - Rottersdorf
  - Weidling

- Stössing
  - Bonnleiten
  - Buchbach
  - Dachsbach
  - Freiling
  - Hendelgraben
  - Hochgschaid
  - Hochstraß
  - Hof
  - Sonnleiten

- Traismauer (Stadt)
  - Frauendorf
  - Gemeinlebarn
  - Hilpersdorf
  - Oberndorf am Gebirge
  - St. Georgen an der Traisen
  - Stollhofen
  - Wagram ob der Traisen
  - Waldlesberg

- Tullnerbach (Markt)
  - Irenental
  - Tullnerbach-Lawies
  - Untertullnerbach

- Weinburg
  - Dietmannsdorf
  - Eck
  - Edlitz
  - Engelsdorf
  - Grub
  - Klangen
  - Luberg
  - Mühlhofen
  - Oed
  - Waasen

- Wilhelmsburg (Stadt)
- Wölbling (Markt)
  - Ambach
  - Anzenhof
  - Hausheim
  - Landersdorf
  - Noppendorf
  - Oberwölbling
  - Ratzersdorf
  - Unterwölbling
  - Viehausen
  - Wetzlarn

- Wolfsgraben